# Bělčice
Bělčice (německy Bielschitz) jsou město v okrese Strakonice v Jihočeském kraji. Leží asi devět kilometrů severně od Blatné. Žije v nich přibližně 1 000 obyvatel.

## Historie
První písemná zmínka o Bělčicích pochází z roku 1243.

## Obyvatelstvo
| Rok            | 1869  | 1880  | 1890  | 1900  | 1910  | 1921  | 1930  | 1950  | 1961  | 1970  | 1980  | 1991  | 2001 | 2011  | 2021 |
| -------------- | ----- | ----- | ----- | ----- | ----- | ----- | ----- | ----- | ----- | ----- | ----- | ----- | ---- | ----- | ---- |
| Počet obyvatel | 2 496 | 2 585 | 2 438 | 2 308 | 2 366 | 2 249 | 2 135 | 1 614 | 1 586 | 1 410 | 1 275 | 1 093 | 991  | 1 005 | 997  |
| Počet domů     | 333   | 372   | 381   | 383   | 390   | 396   | 427   | 447   | 411   | 409   | 376   | 471   | 487  | 485   | 508  |

## Městská správa
Dne 11. února 2015 byl obci vrácen status města.

### Části města
- Bělčice (k. ú. Bělčice)
- Hostišovice (k. ú. Hostišovice)
- Podruhlí (k. ú. Podruhlí)
- Tisov (k. ú. Tisov)
- Újezdec (k. ú. Újezdec u Bělčic)
- Záhrobí (k. ú. Záhrobí)
- Závišín (k. ú. Závišín u Bělčic)

V letech 1850–1878 a od 1. ledna 1974 do 23. listopadu 1990 k městu patřil i Hornosín.
Součástí města jsou také základní sídelní jednotky Hutě, Chaloupky a Na Hůrce. K městu patří také Lopatárna, Netušilův Mlýn, Ovčín, Štěpánka a Vratečín.
Sousedními obcemi sídla jsou Březí, Mišovice, Kocelovice, Hornosín, Chlum, Bezdědovice, Blatná, Uzeničky, Hudčice, Koupě a Hvožďany.

### Starostové
- Josef Zeman (2010–2014)
- Pavel Vejšický (od 2014)

### Městské symboly
Znak města je historický, vlajka byla městu udělena rozhodnutím předsedy Poslanecké sněmovny Parlamentu České republiky dne 5. března 2015.

## Doprava

### Dopravní síť
Městem vede silnice II/174 Milín – Březnice – Bělčice – Lnáře – Kadov – Velký Bor. Do města dále vedou silnice III. třídy.

### Autobusová doprava 2024
Autobusovou dopravu ve městě Bělčice zajišťují společnosti Arriva Střední Čechy a ČSAD AUTOBUSY České Budějovice. Město je součástí Pražské integrované dopravy (PID). Ve městě se nacházejí zastávky Bělčice, náměstí, Bělčice, Podruhelská, Bělčice, u knihovny, Bělčice, ZD a Bělčice, železníční stanice Mezi další zastávky spadající pod město jsou Bělčice, Hostišovice, Bělčice, Hostišovice,u rybníka, Bělčice, Podruhlí, Bělčice, Tisov, Bělčice, Újezdec, Bělčice, Újezdec, mlýn, Bělčice, Záhrobí, Bělčice, Záhrobí, cihelna, Bělčice, Záhrobí, rozcestník 1.0 a Bělčice, Závišín. Město obsluhují autobusové linky 496 a 380763. Autobusová linka 496 zajišťuje spojení mezi Březnicí, Bubovicemi, Hudčicemi, Koupí, Bělčicemi a Blatnou. Linka 380763 spojuje Blatnou s Bezdědovicemi, Bělčicemi, Hornosínem, Hvožďanami a Březím.

### Železniční doprava 2024
Městem prochází jednokolejná regionální železniční trať 203 Březnice–Strakonice, která byla uvedena do provozu v roce 1899. První vlak projel městem 30. června 1899. Ve městě se nachází železniční stanice Bělčice, kde zastavují osobní vlaky linky S60. Tyto vlaky, provozované společností České dráhy, jezdí z Berouna přes Zdice, Příbram a Březnici, a dále pokračují do Blatné nebo Strakonic. O víkendech a svátcích během letní sezóny zastavuje na bělčickém nádraží také spěšný vlak Českých drah linky T6 s názvem Cyklo Brdy, který jezdí z Prahy do Blatné.

## Školství
Jednotřídní farní školu měly Bělčice už v 18. století. Chodily do ní děti i z okolních obcí Hornosína, Koupě, Újezdce, Podruhlí, Slavětína, Záhrobí a Závišína, a také ze samot Vratečín, Vejfuk, Ovčín a ze mlýna Netušilov.[zdroj⁠?!]
V roce 1822 započala stavba nové školy poblíž fary, která byla vysvěcena 29. června 1823. Budova byla jednopatrová a na tehdejší dobu poměrně prostorná. Řídící učitel Jan Tintěra v roce 1871 založil žákovskou a učitelskou knihovnu. V roce 1876 přibyla čtvrtá třída, pro kterou byla nejdříve najata místnost v soukromém domě, ale brzy se započalo s výstavbou nové třídy. Školní budova již nestačila, proto se započalo se stavbou druhého patra. Při této příležitosti byly učebny značně zvýšeny, a upraveny chodby a schodiště. V roce 1879 byla zavedena výuka ženských ručních prací. V roce 1883 se stal po smrti Jana Tintěry novým řídícím učitelem František Hodinář, který založil školní kroniku. V roce 1883 byla škola rozšířena o pátou třídu. Roku 1897 se od školy odloučily obce Koupě a Slavětín, které si zřídily vlastní školu v Koupi. V roce 1906 byla zřízena první školní jídelna tzv. polévková kuchyně. Stálá školní kuchyně funguje od roku 1968 v Újezdecké ulici. V roce 1962 byla při škole zřízena školní družina.
Místo mateřské školy fungoval nejprve zemědělský útulek dětí, který byl umístěn v domě čp. 150 U Patů. V roce 1952 místní národní výbor rozhodl o zřízení mateřské školy, na jejíž provoz ovšem nebyly uvolněny finanční prostředky. Začala fungovat až o tři roky později v Újezdecké ulici čp. 18. Byla vytápěna kamny, měla suché WC a malou zahradu. V roce 1962 byla přemístěna do domu čp. 37 ve stejné ulici, kde již bylo ústřední topení, vodovod a velká zahrada. Kvůli neustále se zvyšujícímu počtu dětí, bylo v září 1974 otevřeno další oddělení mateřské školy v bytové jednotce místního národního výboru a zároveň zahájena stavba nové budovy v Akci Z. Provoz byl zahájen 1. prosince 1979.
V současnosti v Bělčicích funguje devítitřídní základní škola se spojenými třídami na prvním stupni, a jednotřídní mateřská škola. Spádově sem docházejí i děti z okolních obcí Tisova, Újezdce, Záhrobí, Závišína, Hornosína, Podruhlí, Hostišovic, Drahenického Málkova, případně z Dobšic, Bezdědovic i dalších okolních obcí.

## Pamětihodnosti
- Románský kostel svatého Petra a Pavla z doby kolem roku 1240, tvoří 39 metrů vysoká věž, původně sloužil jako zvonice
- Socha svaté Barbory
- Kašna
- Hranolová novogotická zvonice postavená roku 1863
- Socha svatého Jana Nepomuckého
- Na jihozápadním úpatí Slepičí hory se nachází tvrziště, které je pozůstatkem bělčické tvrze.
- Západně od města se částečně dochoval valy ohrazený areál z doby laténské.[12]

## Osobnosti
- Štěpán Pučálka (1845–1914), lékař, komunální politik a kulturní činitel v Blovicích
- Mikoláš Aleš (1852–1913), nějaký čas navštěvoval místní školu
- Jindřich Kučera (1867–1934), mykolog, botanik, spisovatel a učitel
- Jan Bartoš-Bělčický (1887–1955), středoškolský profesor, spisovatel a literární historik
- Ladislav Stehlík (1908–1987), básník a spisovatel. V Bělčicích se narodil a v letech 1924 až 1928 zde navštěvoval školu.
- Jaroslav Stehlík (1923–2019), pracovník Národopisného muzea v Plzni, napsal o Bělčicích knihu Z kroniky města Bělčic – o kostelích a nedokončený rukopis Město Bělčice – obraz praehistorický a historický.
- Přemysl Vanke (* 1923), malíř, majitel chaty na Slepičí hoře, s Bělčicemi a okolím spojil velkou část své tvorby od sedmdesátých let 20. stotetí.

## Galerie

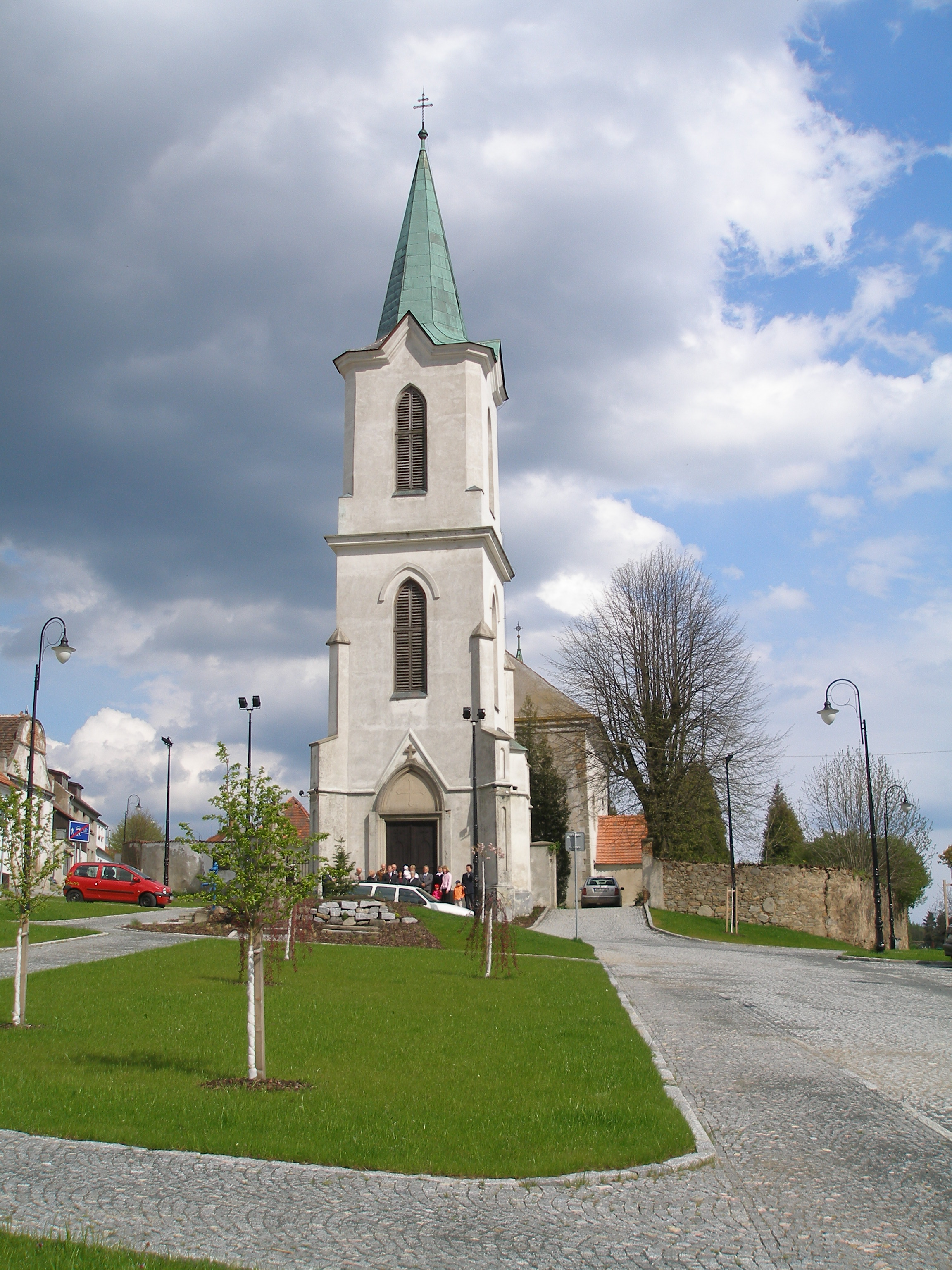
Kostel svatého Petra a Pavla
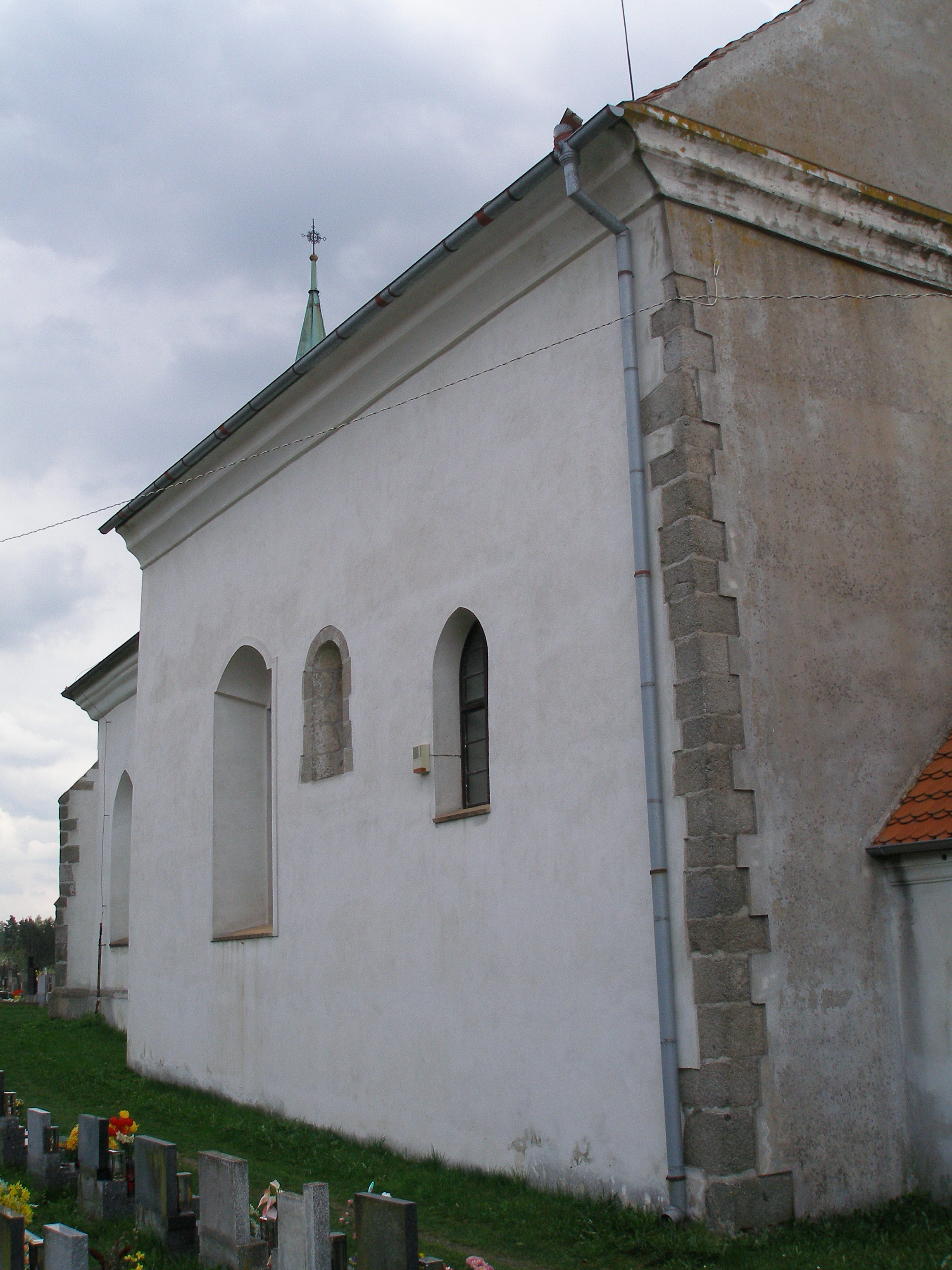
Severní stěna kostelní lodi s okny z různých období
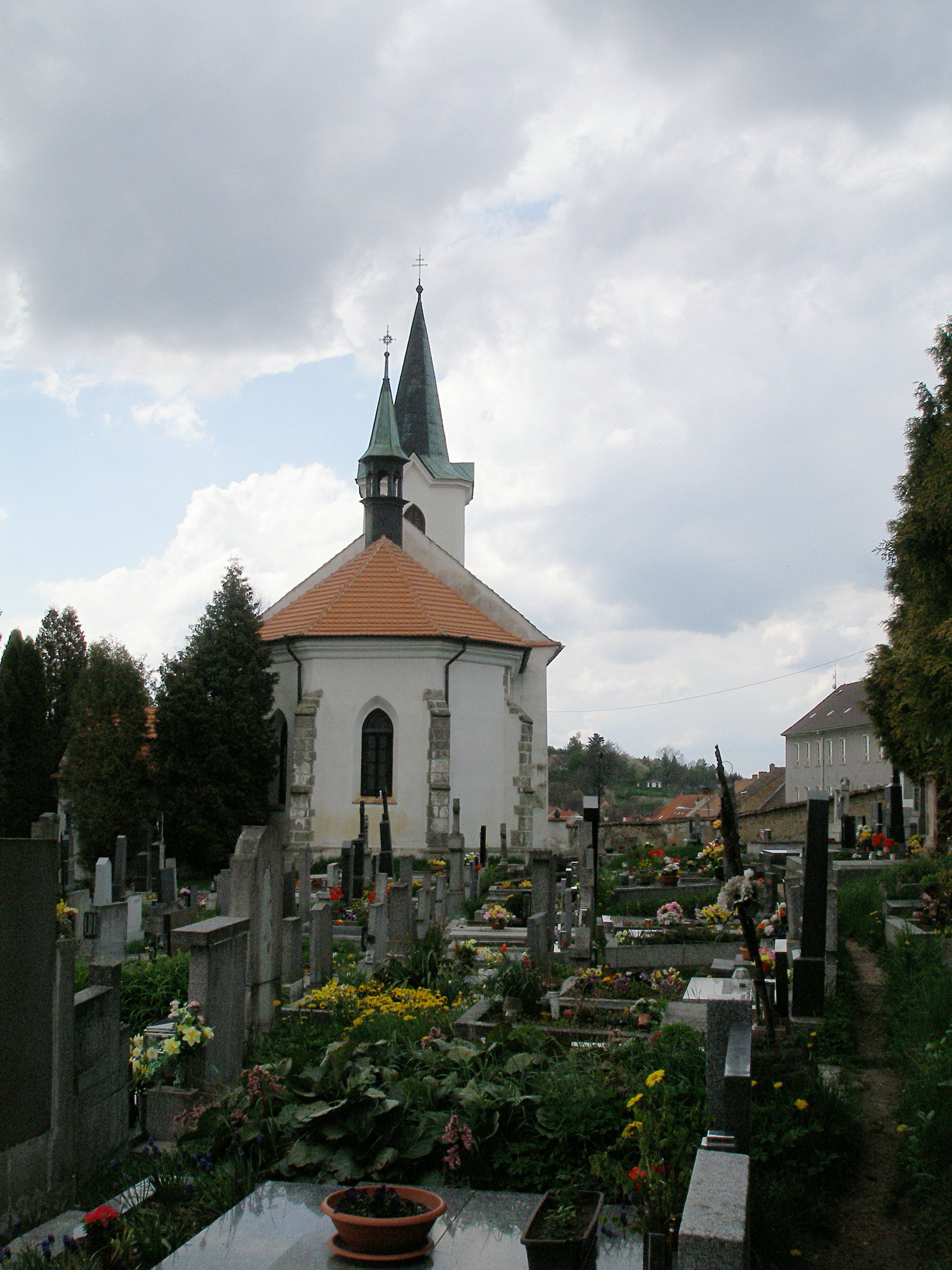
Pohled na kostel od ze hřbitova
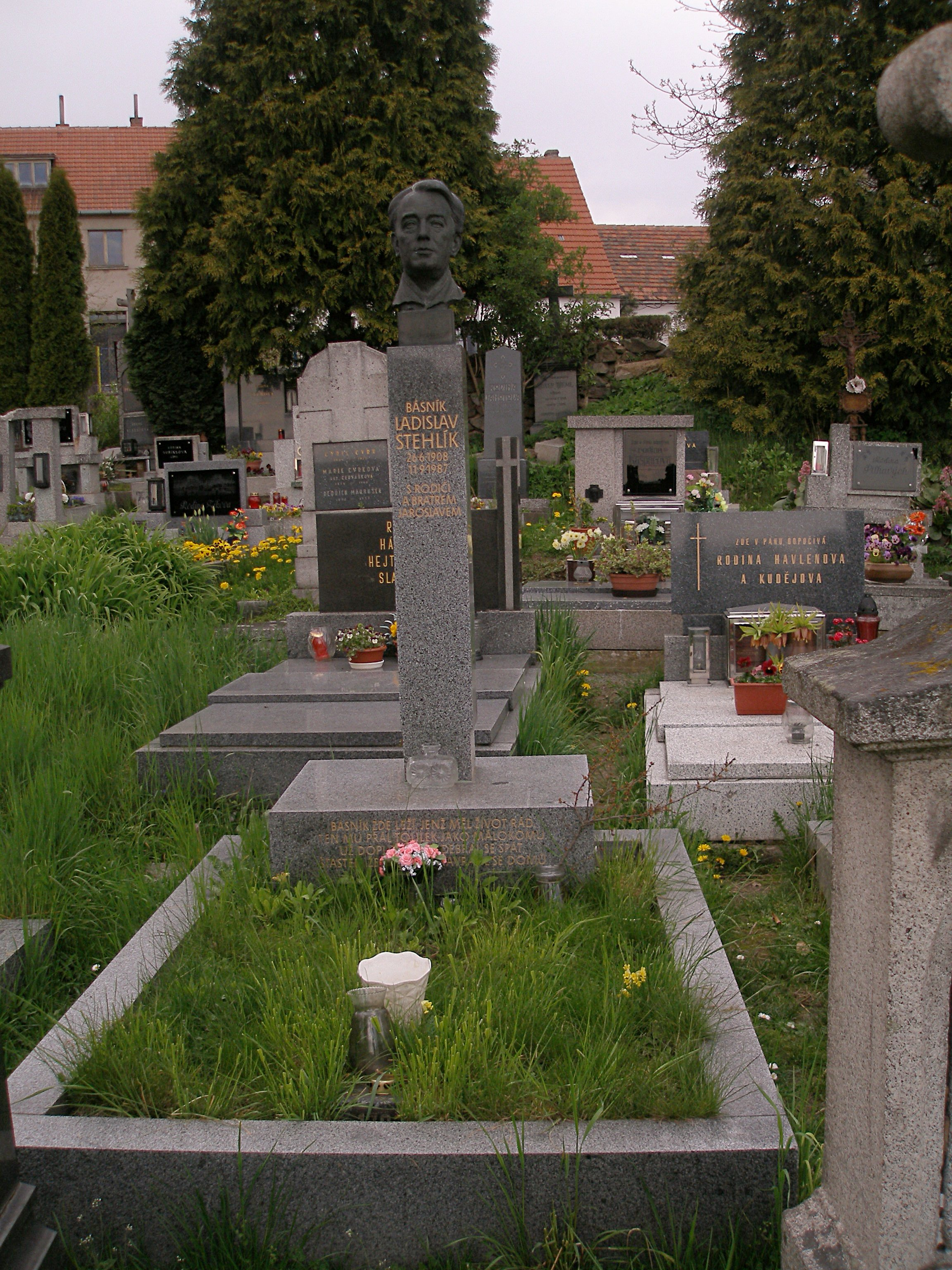
Hrob básníka Ladislava Stehlíka